# Garci Sánchez de Badajoz
Garci Sánchez de Badajoz (* um 1450–1460 in Écija; † um 1526) war ein spanischer Lieddichter und Musiker.
Über die genaueren Lebensumstände Sánchez de Badajoz' ist nur wenig bekannt. Es wird angenommen, dass er zwischen 1450 und 1460 geboren wurde. Da seine Anwesenheit am Hof Karls V. letztmals in der Chronik Francisco de Zúñigas für das Jahr 1525 bezeugt ist, wird angenommen, dass dieses Datum kurz vor seinem Tod liegt. Er heiratete María de Orellana, mit der er eine Tochter hatte, die ebenfalls María hieß.
Seine Lieder sind in verschiedenen Liedsammlungen überliefert, so in Hernando de Castillas Cancionero general de muchos e diversos autores (Valencia, 1511) und im zwischen 1568 und 1571 entstandenen Cancionero de poesías varias. Neben Liebeslyrik und Gedichten religiösen Inhaltes finden sich als einziges einem konkreten Datum zuzuordnendes Werk ein Gedicht auf den Tod Johanns von Aragón und Kastilien und mit Liçiones de Job eine Parodie auf das biblische Buch Hiob, die in das Verzeichnis der von der Inquisition verbotenen Werke aufgenommen wurde.
Die Rezeption seines Werkes fiel recht unterschiedlich aus und reichte vom uneingeschränkten Lob Juan de Valdés’ bis zur Ablehnung als Beispiel des Niedergangs der höfischen Lieddichtung durch Cristóbal de Castillejo. Jedenfalls aber waren seine Gedichte noch im gesamten 16. Jahrhundert präsent. Weniger Aufmerksamkeit fand seine Arbeit als Musiker, obwohl Jerónimo Román ihn in seinem Buch Repúblicas del mundo als bedeutendsten Vihuelaspieler seiner Zeit bezeichnete.